# Tetradactylus seps
Tetradactylus seps är en ödleart som beskrevs av Carl von Linné 1758. Tetradactylus seps ingår i släktet Tetradactylus och familjen sköldödlor. Inga underarter finns listade i Catalogue of Life.
Arten förekommer i Sydafrika. Honor lägger ägg.